# Franco Dacquati
Franco Dacquati (Milano, 30 maggio 1910 – Milano, 13 luglio 1988) è stato un pittore e scultore italiano.

## Biografia
Diplomato a Brera, dal 1946 al 1952 ha tenuto la rubrica di critica d'arte presso il milanese Corriere degli artisti. Come autore ha partecipato a numerose mostre nazionali e internazionali tra cui la "Nazionale del Mare" (Genova 1948), la Biennale di Milano (1950 e 1958), la Mostra regionale d'Arte Sacra (Milano 1968), le mostre della Resistenza del Primo e Secondo Risorgimento (Milano 1970).
Ha esposto anche in numerose personali aggiudicandosi i premi "Leonardo da Vinci" ed "Emilio Gola". Dal 1960 dipinge preferibilmente figure di danzatrici, lavorando oltre che in Italia, in Francia, Paesi Bassi, Svizzera e Grecia. Sue opere si trovano al Museo del Risorgimento di Milano e presso numerose e importanti gallerie d'arte.

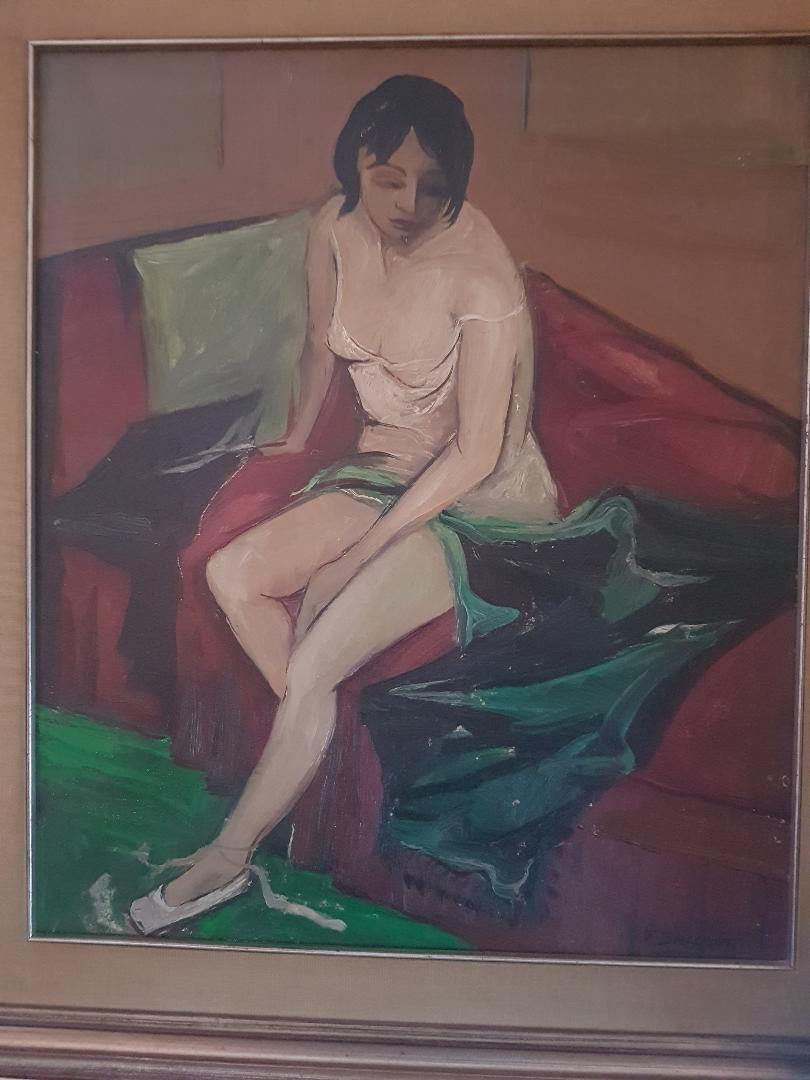
Opera di Franco Dacquati

È stato insegnante alla scuola Augusto Colombo di Milano. Numerosi sono i critici che hanno parlato di questo artista che ha ottenuto i più vasti consensi anche dal pubblico italiano e straniero.
Di lui in una recensione scrive nel febbraio 1992 Paolo Biscottini, direttore del Museo Diocesano di Milano: 
La collocazione di Franco Dacquati nell'ambito della cultura artistica milanese fra l'inizio degli anni 40 (si diploma nel 1941 al liceo artistico) e il 1988, anno della sua morte, è certamente cosa non facile sia per il continuo trasmigrare dell'attenzione del pittore su temi e tecniche diverse sia per quella sorte di isolamento pittorico in cui condusse la sua esistenza. [...] Ma la solitudine dell'artista è data non certo dall'indole dell'artista o da una sua chiusura culturale, bensì dalla condizione di fondo del suo lavoro, confinato al margine di altre attività lavorative e vissuto quindi a parte, dopo altri impegni e forse senza quell'incoraggiamento a lasciarsi totalmente prendere dalla pittura fino a porla come centro unico dell'esistenza.